# ONE PIECE THE MOVIE デッドエンドの冒険
『ONE PIECE THE MOVIE デッドエンドの冒険』（ワンピース ザ ムービー デッドエンドのぼうけん）は、2003年3月1日に公開された日本のアニメーション映画。漫画『ONE PIECE』を原作としたテレビアニメの劇場版第4作目。

## 概要
劇場版『ONE PIECE』4作目にして、初の長編映画。麦わらの一味の7人目の仲間となったニコ・ロビンの映画デビュー作でもある。
監督はTVシリーズのシリーズディレクターを務めていた宇田鋼之介。キャラクターデザイン・作画監督は小泉昇。TVシリーズの音楽を担当しているが劇場版には参加していなかった音楽家、浜口史郎が映画初参加。エンディングテーマにはBUMP OF CHICKENが起用された。芸能人の特別出演も試みられており、本作では女優の酒井美紀が参加した。
映像ソフトはDVDが2003年7月21日発売。『ONE PIECE』映画化10作を記念してBlu-ray Disc版が2009年12月11日発売。
2009年12月12日に公開された『ONE PIECE FILM STRONG WORLD』の大ヒットを記念して、年末にかけて今作が全国のフジテレビ系列局で順次放送された。
2003年1月24日に行われた本作の製作発表会見では、当時の週刊少年ジャンプ編集長・高橋俊昌が突然倒れ、病院へ運ばれたが急逝している。
また、2003年3月30日に閉館した札幌東映の最終上映作品の一つにもなった。

## ストーリー
ハンナバルという島の港町に立ち寄っていた麦わらの一味は、海賊だけで行われる何でもありのレース「デッドエンド」が行われると知る。賞金と冒険を求めて、一味は「デッドエンド」に参加する。

## 登場人物

### 麦わらの一味
モンキー・D・ルフィ
声 - 田中真弓
ロロノア・ゾロ
声 - 中井和哉
ナミ
声 - 岡村明美
ウソップ
声 - 山口勝平
サンジ
声 - 平田広明
トニートニー・チョッパー
声 - 大谷育江
ニコ・ロビン
声 - 山口由里子

### オリジナルキャラクター

#### 主要人物
シュライヤ・バスクード
声 - 宮本充
一匹狼の賞金稼ぎ。異名は「海賊処刑人」。
黒帽子を被った細身の男。整った顔立ちで家族想いな性格。非常に身が軽く、その場にあるあらゆる物を武器に使う。造船の町出身で、親は船大工だった。8年前、妹と町に停泊していた蒸気船を見物していた際、ガスパーデの襲撃に遭い、家族や友人を殺された。以降、道連れ覚悟でガスパーデに復讐を誓い、賞金稼ぎとなって技を磨きながら多くの海賊を仕留める旅を一人で送っていた。
ハンナバルの酒場で自分の食事を横取りしたルフィに八つ当たりし、ガスパーデの部下と一悶着起こした。その事でガスパーデに実力を気に入られ、傘下としてサラマンダー号に乗り込む。レース終盤にボイラーを破壊しようとしたが、ビエラに静止され自分の生い立ちを打ち明ける。その事を聞いていたガスパーデに呼び出され、船上に上がるとガスパーデに戦いを挑むがその前に側近のニードルスと戦うことになり、シャベルを使い死闘の末撃破する。しかし、ガスパーデには全く歯が立たず、ルフィに獲物を横取りされ復讐に失敗し、自分の生きがいを失ったと意気消沈する。しかし騒動の後、ビエラから死んだと思っていた妹アデルが生きている事を知らされ、妹と再会を果たす。始めは目的を果たすため多くの血を浴び続けた自分に兄として振舞う資格はないとアデルから距離を取ったが、ビエラから過去の事はこれから考え今は前を向いて進めばいいと説得された事で、共に生きていく決意を固め麦わらの一味に別れを告げた。
ビエラ
声 - 永井一郎
ガスパーデの「サラマンダー号」のボイラーマンをしている老人。
他の海賊団員からは「モグラ」と呼ばれる。8年前、溺れかけていたアデルを救い保護したが、ガスパーデの部下に捕まってしまった。以降、ボイラー室で大人しく働いていたが、反逆のチャンスを伺っていた。麦わらの一味がサラマンダー号に攻め込んだ際、ボイラー室を爆破させ船を真っ二つにし、ゴール地点「パルティア」への本物の永久指針を奪い脱出した。騒動の後、シュライヤ兄妹の間を取り持った。
アナグマ
声 - 酒井美紀（特別出演）
ビエラの助手を務める少女。11歳。
ビエラを「じっちゃん」と呼び慕っている。「モグラ」と呼ばれるビエラの助手をしている事から、アナグマと呼ばれている。帽子を被っていた事と男勝りな言動から、ゾロたちは少年と思い込んでいた。病で倒れたビエラのために、海賊の首を捕って金に換えようとメリー号へ潜入するが、ゾロに気絶させられる。当初は未来への希望が望めない事から自分の命を軽視していたが、ルフィ達と過ごす内に徐々に信念を変え、前向きに生きるようになる。
その正体は、ガスパーデの襲撃で死んだと思われたシュライヤの妹「アデル・バスクード」。騒動の後、兄と8年ぶりに再会する。この時の服装はナミが幼少時代に着ていた古着を着用していた。

#### ガスパーデ海賊団
海賊旗は海軍マークに×がついたマーク。海賊船は蒸気船「サラマンダー号」。船首は火蜥蜴を象っている。
ガスパーデ
声 - 石田太郎
ガスパーデ海賊団船長。元本部海兵。懸賞金9500万ベリー。異名は「将軍」。
「海軍最大の汚点」とも呼ばれる大男。冷酷非情だが、気に入った人間は誰問わず部下に誘おうとする豪胆な性格。海を嫌い夢や冒険を追い求める海賊を蔑んでおり、本当に必要なものは「力」という考えを持つ。権力を効率よく手に入れる手段として海賊を選び、自分が乗っていた海軍の軍艦を乗っ取り海賊となった。8年前、シュライヤ兄妹がいた造船の町を襲い、住民を皆殺しにし修理のため停泊していた蒸気船を奪い、自分の海賊船にした。
超人系悪魔の実「アメアメの実」の能力者。体を水飴に変化させる事ができ、軟化させるとあらゆる物理攻撃を無効化し、硬化させると人体をも貫く武器になる。小麦粉が弱点であり、小麦粉をかけられると固体化して物理攻撃が有効になってしまう。
今回行われた「デッドエンドレース」では胴元と手を組み、ゴール地点の「パルティア」と偽った偽の「永久指針」を自身以外の海賊達に渡るよう仕向けた。そのため麦わらの一味以外の海賊達は、海軍要塞ナバロンの砲台で海へ沈められた。賭けでは優勝候補の1番手に挙げられていた。シュライヤを倒した後ルフィと対峙。自らの能力でルフィを苦しめたが、麦わら帽子を串刺しにした事でルフィの怒りを買う。サンジから渡された小麦粉を体に振りかけられ、能力が無効化され反撃にあう。全身を硬化したトゲで纏うも「ゴムゴムのバズーカ」によって吹き飛ばされ、サイクロンの中へと飲み込まれた。
ニードルス
声 - 小杉十郎太
ガスパーデの側近。身体中に刺青をしている男。武器は両腕の鉄爪。懸賞金5700万ベリー。
無口な性格で、ガスパーデの命令に無言で従っていたが、ガスパーデに仕える本当の理由は、彼の弱点を見つけ殺す事だった。ガスパーデに挑んだシュライヤと最初に戦い、追い詰めるが、爪が船の動力に巻き込まれた隙を突かれて海に叩き落された。

#### 魚人海賊団・ウィリー一味
海賊旗はシャチのマーク。海賊船は大型船「ウェブ・パニック号」。船首にドリルのような武器が付いている。
ウィリー
声 - 小杉十郎太
シャチの魚人。懸賞金2000万ベリー。
かつてのアーロンのライバル。賭けでは優勝候補の2番手に挙げられていた。レース中にガスパーデの罠に気付き、ガスパーデに戦いを挑んだ。詳しい戦いの様子は描かれていないが、（その後のガスパーデの様子から）ガスパーデに倒されたと思われる。

#### 巨人族の二人組
船は「ビッグ・ランナー号」。
ボビー、ポーゴ
声 - 郷里大輔、稲田徹
巨人族の漁師。ドリーとブロギーを彷彿とさせる、豪快な二人組。
賭けでは優勝候補の3番手に挙げられていた。川の急カーブに猛スピードで突っ込み、ジャンプで跳び越えようとしたが、距離が足りず墜落した。

#### ビガロ一味
正式な海賊団名は不明。海賊旗は辮髪をしたドクロマーク。海賊船はジャンク船「ろくろん・ドクロン号」。船首は2つあり、髑髏を象っている。
ビガロ
声 - 服巻浩司
辮髪の海賊。異名は「縛り首のビガロ」。懸賞金1490万ベリー。
レース前に麦わらの一味に絡んだ。レース中、麦わらの一味の後方に居たため、彼等にビリだと言われた事に腹を立て喧嘩を売るが、ウソップの狙撃を受ける。詳しい戦いは描かれていないが、ゾロとサンジの活躍によって団員もろとも倒されたと思われる。

### その他
ドレイク
声 - 竹本英史
海軍G-8支部少佐。
「アレクサンドラ号」の艦長として航海中、ハンナバル近海で麦わらの一味を発見した。その後「パルティア」で待ち伏せて、麦わらの一味の捕縛を試みる。
店主
声 - 青野武
ハンナバルでルフィ達が立ち寄った酒場の店主。ルフィ達をデッドエンドレースに導いた。
A・A・A
店主にデッドエンドレースへ導かれた海賊船長。懸賞金220万ベリー。
ルフィ達が食事していた店で店主とデッドエンドレースの取引きした事で、ルフィ達がレースに参加する切っ掛けを作る。
ガスパーデの罠によって導かれた海軍要塞ナバロンの砲撃を受けて船ごと吹き飛ばされる。
胴元
声 - 郷里大輔
デッドエンドレースを取り仕切っている肥満体の大柄な男。常に美女（声 - 塩山由佳）を侍らせている。
レースの参加申し込みや賭けを受け付けていたが、実際はガスパーデと手を組んでおり、偽物のゴールを示す「永久指針」を海賊達に渡していた。だが、自身もガスパーデに嵌められており、彼が持っていた「永久指針」も偽物で激しい嵐に遭い乗っていた船は沈没した。
実は、彼もガスパーデを嵌めようとしており、ゴールの「パルティア」にドレイク率いる海軍を配備していた模様。

## キャッチコピー
- メシより冒険。
- 生き残れるか!?大海賊が競う史上最悪のレース!!
- 大海賊が集うレース・デッドエンド 最新情報は入手次第伝達する。――海賊本部より

## スタッフ
- 製作 - 岡田祐介、泊懋、山下秀樹、亀山千広、宮内正喜、東聡
- 原作 - 尾田栄一郎
- 企画 - 清水慎治
- 脚本 - 菅良幸
- 音楽 - 田中公平、浜口史郎
- 色彩設計 - 塚田劭
- 編集 - 福光伸一
- 録音 - 市川修
- 効果 - 新井秀徳
- デジタル撮影監督 - 若尾卓見
- CG監督 - 西川和宏
- 製作担当 - 隅幸二郎
- 美術監督 - 吉池隆司
- キャラクターデザイン・作画監督 - 小泉昇
- 監督 - 宇田鋼之介

## 主題歌
「sailing day」
作詞・作曲 - 藤原基央 / 編曲 - BUMP OF CHICKEN / 歌 - BUMP OF CHICKEN

## 関連書籍
- アニメ・コミックス ONE PIECE THE MOVIE デッドエンドの冒険（上）（2003年10月3日発売、ISBN 978-4088735474）
- アニメ・コミックス ONE PIECE THE MOVIE デッドエンドの冒険（下）（2003年10月3日発売、ISBN 978-4088735481）
  - 新装版 アニメ・コミックス ONE PIECE THE MOVIE デッドエンドの冒険（2011年2月18日発売、ISBN 978-4088748504） - 上記2冊の合本。